# Aracana ornata
Aracana ornata is een  straalvinnige vis uit de familie van de doosvissen (Aracanidae). De wetenschappelijke naam van de soort is, als Ostracion ornata, voor het eerst geldig gepubliceerd in 1838 door John Edward Gray.

## Type
- holotype: BMNH 1838.1.15.36
- typelocatie: Circular Head, Tasmanië, Australië

## Synoniemen
- Ostracion flavigaster Gray, 1838[3]
- Ostracion whitleyi Fowler, 1931[4]